# Industrie- und Handelskammer Trier
Die Industrie- und Handelskammer Trier ist eine deutsche Industrie- und Handelskammer mit Sitz in Trier.

## Kammerbezirk
Der Kammerbezirk umfasst die kreisfreie Stadt Trier und die Landkreise Bernkastel-Wittlich, Eifelkreis Bitburg-Prüm, Trier-Saarburg und Vulkaneifel.

## Geschichte
Mit dem königlichen Erlass vom 5. März 1855 wurde die Bildung der Handelskammer für die Stadt Trier angeordnet. Am 12. Mai 1855 wurden die ersten Wahlen durchgeführt und am 6. Juli 1855 erfolgte die konstituierende Sitzung. Zum Präsidenten wurde der Kommerzienrat
Wilhelm Rautenstrauch gewählt.
Im Jahr 1861 wurde der Kammerbezirk um die Kreise Bitburg, Saarburg, Trier und Wittlich erweitert. Im Jahr 1874 kamen noch die Kreise Merzig und Prüm hinzu.  
Die am 19. August 1897 erlassene Novelle zum Handelskammergesetz vom 24. Februar 1870 verlieh den Handelskammern die Rechtsform einer juristischen Person und gab ihnen auch die Möglichkeit, Verwaltungsaufgaben im Interesse der von ihnen vertretenen Wirtschaft zu übernehmen. Die Handelskammer Trier bildete daraufhin am 1. Oktober 1890 die kaufmännische Fortbildungsschule. Im Jahr 1897 stieg die Zahl der Mitglieder der Kammer auf 20.
Im Jahr 1905 feierte die Kammer ihr 50-jähriges Jubiläums und zog gleichzeitig in das neue IHK-Dienstgebäude in der Kaiserstraße in Trier
um.
Nach dem Ersten Weltkrieg lag ein Teil des bisherigen Kammerbezirks im vom Reich abgetrennten Saargebiet. Daher erfolgte ein Gebietstausch mit der Handelskammer Saarbrücken. 1924 wurde auf Grund einer preußischen Verordnung der Namen der Kammer in „Industrie- und Handelskammer Trier“ geändert.  
1931  
Nach der Machtergreifung der Nationalsozialisten wurde die Kammer 1933 gleichgeschaltet und die Selbstverwaltung der Wirtschaft beseitigt. Stattdessen wurde das Führerprinzip eingeführt: Der Präsident der IHK wurde ernannt und ernannte wiederum die Mitglieder der Kammer. 1943 wurde die IHK aufgelöst und zum ersten Januar 1943 in die Gauwirtschaftskammer Moselland mit Sitz in Koblenz integriert.
Im April 1945 genehmigte die amerikanische Militärregierung die Wiederaufnahme des Betriebs der Wirtschaftskammer Trier. Präsident wurde der Fabrikant Peter Zettelmeyer. 1946 nahm die französischen Militärregierung eine organisatorische Trennung der Industrie- und Handelskammer von der Handwerkskammer vor. Durch Erlass des Landesministeriums Rheinland-Pfalz vom 16. Januar 1947 wurde die Industrie- und Handelskammer Trier formell wieder eingerichtet. Sie konnte ab dem 5. Oktober 1948 ihr altes Gebäude in der Kaiserstraße wieder nutzen. Ab 1957 nutzte die Kammer gemeinsam mit der Provinzialversicherung das neu erbaute IHK-Gebäude am Kornmarkt. 1996 erwarb die Kammer ein 15 000 Quadratmeter großes Grundstück mit vier Gebäuden im Konversionsgebiet Castelforte in der Herzogenbuscher Straße in Trier. Dort wurde das neue Kammergebäude errichtet und im Juni 1999 bezogen.

## Unternehmen im Kammerbezirk
Für die Unternehmen im Kammerbezirk siehe Region Trier.

## Haus des Handels

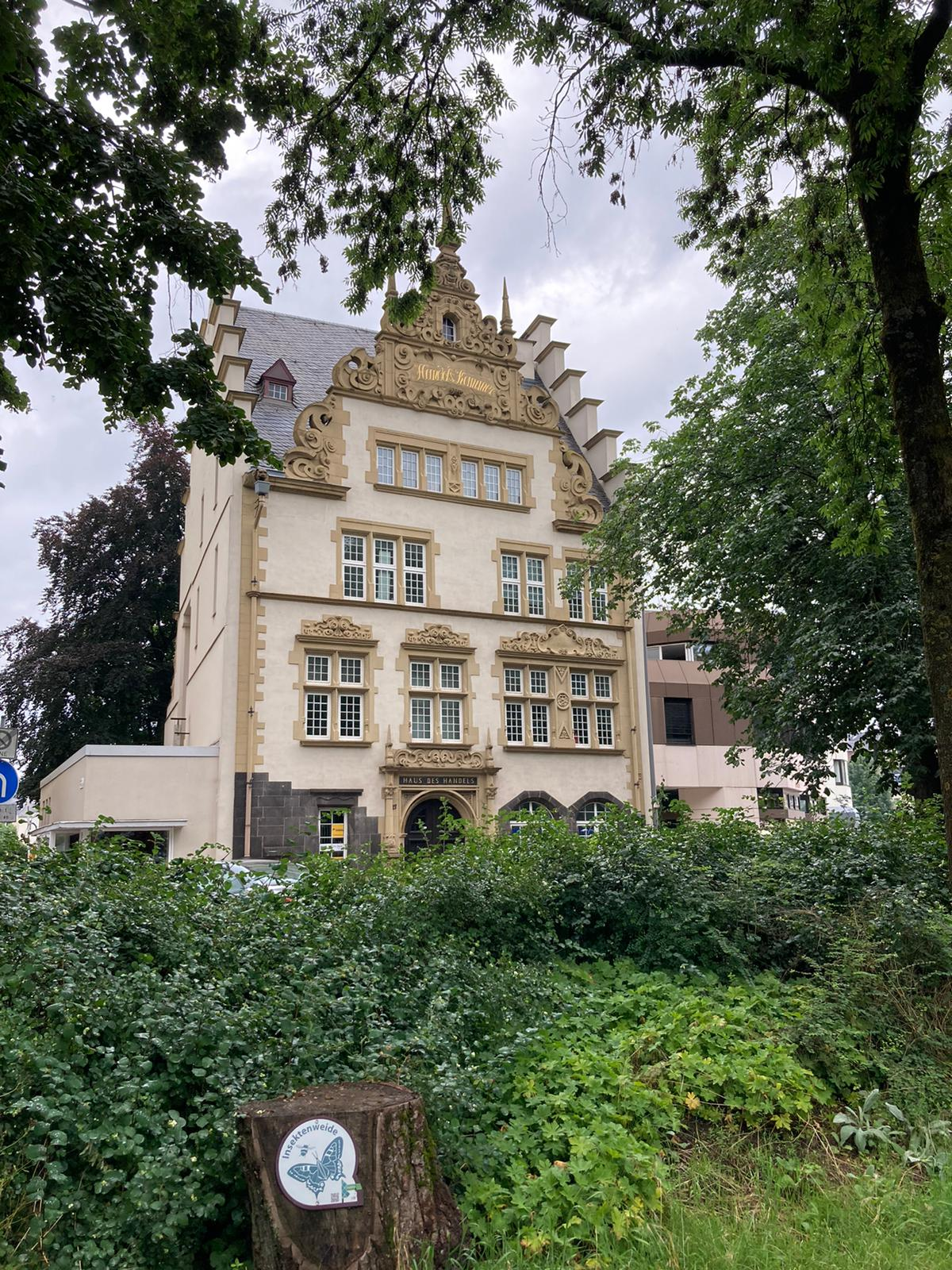
Haus des Handels

Das seit 1905 als IHK-Gebäude genutzte Geschäftshaus Kaiserstraße 27 („Haus des Handels“) wurde in den Jahren 1904 bis 1905 nach Plänen des Architekten Karl Ernst Brand erbaut. Es handelt sich um einen dreigeschossigen Putzbau in Formen der deutschen Renaissance. Die Rollwerkgiebel sind denen des Roten Hauses nachempfunden, der Sitzungssaal ist mit Vertäfelung und bemalter Balkendecke geschmückt. Das Haus steht unter Denkmalschutz.

## Präsidenten
- 1855–1859: Wilhelm Rautenstrauch, Kommerzienrat
- 1859–1861: Carl Wagner, Bankherr
- 1861–1863: Peter Küchen, Kaufmann
- 1863–1881: Eduard Laeis, Fabrikbesitzer
- 1881–1884: Valentin Rautenstrauch, Kommerzienrat
- 1884–1887: Emil Mohr, Bankherr
- 1887–1896: Peter Willems, Kaufmann
- 1897–1913: Thomas Varain, Lederfabrikant
- 1914–1916: Ernst Laeis, Kommerzienrat
- 1916–1927: Hans Caspary, Brauereibesitzer
- 1928–1933: Oliver Jaeger, Fabrikdirektor
- 1933–1942: Franz Duhr, Kaufmann
- 1945–1946: Peter Zettelmeyer, Präsident der Wirtschaftskammer Trier
- 1947–1967: Peter Zettelmeyer, Fabrikant
- 1967–1973: Dr. Theobald Simon, Brauereibesitzer
- 1973–1983: Gerd Schaeidt
- 1983–1991: Josef Schaack
- 1991–2006: Wolfgang Natus
- 2006–2023: Peter Adrian, Unternehmer
- seit 2023: Thomas Stiren, Unternehmer